# Arquidiocese de Vitória da Conquista
A Arquidiocese de Vitória da Conquista (Archidiœcesis Victoriensis de Conquista) é uma circunscrição eclesiástica da Igreja Católica no Brasil. É a sé metropolitana da província eclesiástica de Vitória da Conquista. Pertence ao Conselho Episcopal Regional Nordeste III da Conferência Nacional dos Bispos do Brasil. A sé arquiepiscopal está na Catedral de Nossa Senhora das Vitórias, na cidade de Vitória da Conquista, no estado da Bahia.

## Histórico
A Diocese de Vitória da Conquista foi ereta pelo Papa Pio XII, no dia 27 de julho de 1957 pela bula Christus Jesus, a partir de território desmembrado da Diocese de Amargosa. No dia 16 de janeiro de 2002, o Papa João Paulo II reorganizou o território da Província Eclesiástica de Salvador, constituindo duas novas províncias, a de Feira de Santana e a de Vitória da Conquista. Neste ato, elevou a diocese à categoria de arquidiocese e sé metropolitana.

## Demografia e paróquias
Em 2004, a arquidiocese contava com uma população aproximada de 724.619 habitantes, com 74,8% de católicos.
O território da arquidiocese é de 24.709 km.2, organizado em 28 paróquias.
A arquidiocese abrange os seguintes municípios: Vitória da Conquista, Anagé, Barra do Choça, Belo Campo, Caatiba, Cândido Sales, Encruzilhada, Ibicuí, Iguaí, Itambé, Itapetinga, Itarantim, Macarani, Maiquinique, Nova Canaã, Planalto, Poções, Caetanos, Bom Jesus da Serra, Ribeirão do Largo.

## Bispos e arcebispos
| #          | Nome                                 | Período    | Notas                             |
| Arcebispos | Arcebispos                           | Arcebispos | Arcebispos                        |
| ---------- | ------------------------------------ | ---------- | --------------------------------- |
| 4º         | Vítor Agnaldo de Menezes             | 2025-      | Atual                             |
| 3º         | Josafá Menezes da Silva              | 2019-2024  | Nomeado Arcebispo de Aracaju      |
| 2º         | Luís Gonzaga Silva Pepeu, O.F.M.Cap. | 2008- 2019 | Arcebispo emérito                 |
| 1º         | Geraldo Lyrio Rocha                  | 2002-2007  | Nomeado Arcebispo de Mariana      |
| Bispos     |                                      |            |                                   |
| 3º         | Celso José Pinto da Silva            | 1981-2001  | Nomeado Arcebispo de Teresina     |
| 2º         | Climério Almeida de Andrade          | 1962-1981  | faleceu                           |
| 1º         | Jackson Berenguer Prado              | 1958-1962  | Nomeado Bispo de Feira de Santana |